# Charlie's Angels (2019)
Charlie's Angels är en amerikansk actionkomedifilm, samt den tredje filmen baserad på TV-serien Charlies änglar, som hade biopremiär i USA den 15 november 2019. Filmens regi och manus ansvaras av Elizabeth Banks, från en originalberättelse skriven av Evan Spiliotopoulos och David Auburn. De tre huvudrollerna (den nya "Charlies änglar"-trion) i filmen spelas av Kristen Stewart, Naomi Scott, och Ella Balinska.
Huvudfotograferingen för filmen satte igång den 24 september 2018. Inspelningarna kunde därefter sätta igång i den tyska staden Hamburg, där den pågick mellan den 2 och 7 oktober det året. Hela inspelningen kom sedan därefter att förflyttas till den turkiska staden Istanbul, vilket den gjorde i början av december månad samma år.
Filmens originalpartitur komponerades av musikern Brian Tyler. Utöver detta så hörs även andra låtar i filmen, däribland huvudsingeln "Don't Call Me Angel", framförd av Ariana Grande, Miley Cyrus och Lana Del Rey.

## Rollista
| Kristen Stewart     | – Sabina Wilson                     |
| Naomi Scott         | – Elena Houghlin                    |
| Ella Balinska       | – Jane Kano                         |
| Elizabeth Banks     | – Rebekah "Bosley"                  |
| Djimon Hounsou      | – Edgar "Bosley" Dessange           |
| Sam Claflin         | – Alexander Brok                    |
| Noah Centineo       | – Langston                          |
| Nat Faxon           | – Peter Fleming                     |
| Patrick Stewart     | – John Bosley                       |
| Chris Pang          | – Jonny Smith                       |
| Jonathan Tucker     | – Hodak                             |
| Luis Gerardo Méndez | – Saint                             |
| David Schütter      | – Ralph                             |
| Hannah Hoekstra     | – Ingrid                            |
| Marie-Lou Sellem    | – Fatima Ahmed                      |
| Robert Clotworthy   | – Charles "Charlie" Townsend (röst) |